# Na parket! (2. řada)
Druhá řada amerického televizního seriálu Na parket! je pokračování první řady téhož seriálu. Premiérově vysílala televize Disney Channel druhou řadu v období od 18. září 2011 do 17. srpna 2012, v Česku ji pak uvedla česká mutace téže televize od 25. února 2012 do 19. ledna 2013. Druhá řada se skládá z 28 episod. Caroline Sunshine byla v této řadě přidána jako hlavní protagonistka.

## Obsazení
- Bella Thorne a Zendaya hrály ve všech dílech
- Davis Cleveland chyběl ve dvou dílech
- Roshon Fegan chyběl v šesti dílech
- Adam Irigoyen chyběl v pěti dílech
- Kenton Duty chyběl v osmi dílech
- Caroline Sunshine chyběla v osmi dílech

## Seznam dílů
| Č. v seriálu | Č. v řadě | Původní název                   | Český název          | Režie              | Scénář                     | Premiéra v USA     | Premiéra v ČR      | Produkční kód |
| --- | --------- | ------------------------------- | -------------------- | ------------------ | -------------------------- | ------------------ | ------------------ | ------------- |
| 22 | 1         | Shrink It Up                    | Vyřešte to           | Joel Zwick         | Rob Lotterstein            | 18. září 2011      | 25. února 2012     | 203           |
| Když Gary začne zpívat a pochválí ho jeho terapeut, Dr. Pepper, CeCe zarezervuje sobě a Rocky několik sezení, aby se skamarádili s Garym. Na jejich sezení dívky zjistí, že mohou mít větší problémy s sebou, než si myslely. Mezitím si Flynn koupí hračku dinosaura, která nefunguje dobře. Když si postěžuje Tyovi, Ty se ho ujme a řekne, že spolu vyzkouší nové hračky. Také Gunther a Tinka se rozhodnou zkusit být někomu příjemní a vyberou Deuce. Deuce jim to vrací tak, že je na ně příjemný a oni si vzpomenou, proč nebyli příjemní hned na poprvé. Písně: Turn It On by Amber Lily Chybí: — Hosté: Harriet Sansom Harris jako Dr. Pepper, R. Brandon Johnson jako Gary Wilde, E.E. Bell jako Mr. Block, Skylar Kessee jako Young CeCe, a Jasmyn Ramos jako Young Rocky |           |                                 |                      |                    |                            |                    |                    |               |
| 23 | 2         | Three's a Crowd It Up           | Rozhodni to          | Joel Zwick         | Jenny Lee                  | 25. září 2011      | 25. února 2012     | 206           |
| Roztomilý místní tanečník Julio dostane tu čest být v Na parket, Chicago!, a Rocky, CeCe a Tinka se ho všechny rády ujmou. Zeptá se každé dívky zvlášť, jestli by s ním nezašla ven, takže se všichni objeví v Crusty's Pizza Parlor ve stejný den, přitom si každá myslí, že mají rande jen po jedné. Mezitím, Henry se stane suplujícím učitelem ve Flynnově třídě. Flynn se musí rozhodnout, jestli mu udělá z hodiny peklo, aby to měl těžké jako suplující a nebo bude hodný, protože jsou přátelé. Také Dina si začne užívat Deuce a začne jeho zákazníky posílat pryč a nabídne mu lepší podmínky, které pak začnou obchodní soupeření. Písně: Just Wanna Dance by Geraldo Sandell and Ricky Luna Chybí: Roshon Fegan jako Ty Blue a Kenton Duty jako Gunther Hessenheffer Hosté: Gabriel Morales jako Julio |           |                                 |                      |                    |                            |                    |                    |               |
| 24 | 3         | Shake It Up, Up & Away (Part 1) | Vyřešte to (1. část) | Joel Zwick         | Rob Lotterstein            | 2. října 2011      | 25. března 2012    | 201           |
| Garry řekne tanečníkům Na parket, Chicago! že mohou jet pomáhat do Alabami. Rocky a Cece chtějí jet. Jenže o chvilku později přijde Cece esemeska, že v době kdy by měli být v Alabamě, se koná konkurz do nové reality show „Vážně tomuhle řikáte tanec“. Jenže ten konkurz se koná v LA. Rocky s tím nesouhlasí. A tak holky odjíždění do Alabami. Mezitím se otevřela nová pizzérie u Crustyho, kterou vede Deuce strýc Frank. Flynn je smutný z toho že nezažívá žádné dobrodružství. Rocky mu teda poradí že život je jaký si udělá, že musí jít ven a zažít něco skvělýho. V autobuse večer Cece Rocky naláká do jiného do autobusu a jsou na cestě do LA. Jenže v tom z kufru vyskočí Flynn. Při cestě do LA je zastávka v Pepe, Texas. Rocky se na Cece stále naštvaná a tak jí dělá samé naschvály. Nakonec Flynn pustí hudbu, holky zatancují a Rocky chce jet do LA. A právě jim ujel autobus! Do Chicaga se vrací Gunther s Tinkou protože nemohli pochopit kde je Cece s Rocky. Vloupají se k Cece do bytu, jenže nepočítají s tím že tam je Georga Jonesová. Písně: Bring the Fire by Ylwa, Up, Up & Away by Blush Chybí: — Hosté: Jim Pirri jako Uncle Frank a Christopher Rich jako the Mayor |           |                                 |                      |                    |                            |                    |                    |               |
| 25 | 4         | Shake It Up, Up & Away (Part 2) | Rozleť se (2. část)  | Joel Zwick         | Eileen Conn                | 2. října 2011      | 25. března 2012    | 202           |
| Rocky nenapadá jiné řešení než jet domů a nebo zavolat rodičům. Cece se s tím nemůže vyrovnat a tak se nechají vlákat na vesnický bál kde zatancují. Starosta jim po tanci nabídne jestli by nechtěli tancovat na Leteckém dni. Holky souhlasí a jdou si nacvičit choreografii. další je den je čeká překvapení. Ten tanec by měli tancovat na křídle letadle, které řídí děda jménem Sten co jisté letadlo řídil za první světové války. Holky chtějí utéct když v tom se na leteckém dni objeví Cece máma. Tak raději letí se stařičkým dědou a Flynnem, který sedí na druhém sedadle. Holky tanec odtancují a na poslední chvíli poradí paní Jonesové řeknou špatnou cestu. Místo aby jeli zpátky do Chicago, jedou do LA. Písně: Bring the Fire by Ylwa, Up, Up & Away by Blush Chybí: — Hosté: Jim Pirri jako Uncle Frank a Christopher Rich jako the Mayor |           |                                 |                      |                    |                            |                    |                    |               |
| 26 | 5         | Beam It Up                      | Unes to              | Joel Zwick         | David Holden               | 9. října 2011      | 13. května 2012    | 204           |
| CeCe a Rocky jdou na Halloweenskou párty v studiu Na Parket Chicago! Rocky tam poznává milého kluka, se kterým si domluví rande. Je tu však problém, protože má bratra, který není zrovna přítažlivý a právě ten připadá CeCe. Ukazuje se ale, že opak je pravdou, protože z ošklivého se vyklube hezoun, a z hezkého blázen. Flynn má mezitím podezření, že nový kluk od sousedů Zane je mimozemšťan. Po té se mu zdá, že on i Henry byli Zanem uneseni do vesmírné lodě. Písně: Calling All the Monsters by China Anne McClain Chybí: Roshon Fegan jako Ty Blue, Adam Irigoyen jako Deuce Martinez, Kenton Duty a Caroline Sunshine jako Gunther and Tinka Hessenhefferovi Hosté: Instant Noodles from America's Best Dance Crew, Atticus Shaffer jako Zane, Buddy Handelson jako Henry, Hudson Thames jako D'Artagnan, Spencer Daniels jako Paul, a Jodi Taffel jako Brenda |           |                                 |                      |                    |                            |                    |                    |               |
| 27 | 6         | Doctor It Up                    | Zapři to             | Joel Zwick         | Jeff Strauss               | 23. října 2011     | 10. března 2012    | 205           |
| Rocky táta se po 8 měsících vrací z expedice. V době jeho nepřítomnosti se z Rocky stala tanečnice v show Na parket, Chicago!, Ty se rozhodl prorazit jako raper a Rocky máma si koupila nové auto. Nic netušíjící Dr. Blue to zjistí sám a zakáže Rocky tancovat v Na parket, Chicago! Cece se snaží s Rocky vymyslet jak tátu přemluvit aby ji nechal tancovat. Mezitím Deucův strýc si pořídí do pizzérie „Velkého Mága“ kterého Deuce omylem rozbije. Aby se strýc nezlobil tak Velkého Mága bude hrát Flynn. Písně: Dance For Life by Adam Hicks and Drew Seeley Chybí: Kenton Duty a Caroline Sunshine jako Gunther and Tinka Hessenheffer Hosté: Phil Morris jako Dr. Curtis Blue a Carla Renata jako Marcie Blue |           |                                 |                      |                    |                            |                    |                    |               |
| 28 | 7         | Review It Up                    | Zhodnoť to           | Joel Zwick         | David Holden               | 6. listopadu 2011  | 6. dubna 2012      | 210           |
| Endy Berns píše nejlepší blog o zábavě v Chicagu, když se mu něco nelíbí spálí to. Cece se dočte na jeho blogu že spálil Na parket, Chicago! a že jako známku dostali 3-. Rocky se nemůže vyrovnat se špatnou známkou a proto vymýšlejí různé taneční akce aby se mu zalíbili a dal jim lepší známku. Jenže jejich taneční vystoupení vždy skončí nějakým fiaskem, a tak místo zalíbení je Endy nesnáší. Deuce a Dina slaví výročí. Dina se chystá velké překvapení zatímco Deuce neví co by jí koupil. Oba si nechají poradit od Rocky,Cece a Tye a jejich oslava skončí rozchodem. Rocky a Cece se nevzdávají a pozvou Endyho ke Crustymu a tam mu zatancují. U jednoho stolu sedí i Deuce s Dinou a po oslavě, které je v jejich režii se nakonec usmíří. Endy změní známku Na Parket, Chicago! Písně: — Chybí: Davis Cleveland jako Flynn Jones, Kenton Duty a Caroline Sunshine jako Gunther a Tinka Hessenhefferovi Hosté: — |           |                                 |                      |                    |                            |                    |                    |               |
| 29 | 8         | Double Pegasus It Up            | Neztrať to           | Joel Zwick         | David Tolentino            | 13. listopadu 2011 | 31. března 2012    | 207           |
| Rocky a Cece se rozvědí že Deuce rozváží pizzu Theodoru Vengloriusovi, což je nejlepší choreograf 90. let a vymyslel tanec dvojitého pegase. Holky se s ním seznámí a poradí Garrymu, kterému vedení napsalo že chce aby se v pořadu objevilo něco mimořádného co lidi nadchne a donutí je nepřepínat program, Theodora Vengloriuse. Ten souhlasí a holky ho mají přivézt. Měl by je naučit choreografii ale když oznámí že 15 let nic nevymyslel a že sestavu co je učil, která byla na vodní aerobik, je taky okopírovaná, zhroutí se a začne brečet. Rocky a Cece vezmou situaci do svých rukou a vymyslí zednický tanec, a Theodoru Vengloriusovi se líbí. Ke Crustymu pořídil strýc Deuce velké akvárium. Hned potom svěří Deucovi klíč od poklady, který Deuce samozřejmě omylem upustí pří do akvária. Písně: — Chybí: Roshon Fegan jako Ty Blue, Kenton Duty a Caroline Sunshine jako Gunther a Tinka Hessenhefferovi Hosté: — |           |                                 |                      |                    |                            |                    |                    |               |
| 30 | 9         | Auction It Up                   | Vydraž to            | Joel Zwick         | Rob Lotterstein            | 20. listopadu 2011 | 9. dubna 2012      | 211           |
| CeCe a Rocky prostřednictvím Na Parket Chicago! zařizují sbírku pro záchranu Báječné taneční školy slečny Nancy. Peníze však nestačí a tak přesvědčí Garryho, aby v aukci vydražil odpoledne s nimi. Peníze sice tímto způsobem získávají, no odpoledne s nimi koupila Tinka a Gunther a ty teď chtějí aby dívky hlídali jejich ďábelského bratrance. Mezitím soutěží Deuce a Ty o nový Yophone, protože Deuce Tyův mobil rozbil. Písně: Turn It On (karaoke) Chybí: Davis Cleveland jako Flynn Jones Hosté: Marissa Jaret Winokur jako slečna Nancy |           |                                 |                      |                    |                            |                    |                    |               |
| 31 | 10        | Camp It Up                      | Přežeň to            | Joel Zwick         | Eileen Conn                | 27. listopadu 2011 | 28. května 2012    | 213           |
| Aby získali CeCe a Rocky peníze na teneční tábor, rozhodnou se otevřít vlastní taneční tábor pro děti v bytě CeCe. Flynn se zamiluje do Suzy, dívky v táboře. V táboře se objevuje i Larry Diller, který CeCe a Rocky prosí o pomoc. Chce se stát členem kempu, i když je jenom pro děti. Písně: Blink Blink, Make Your Mark, Twist My Hips Chybí: Adam Irigoyen jako Deuce Martinez Hosté: Larry Miller jako Larry Diller, Ashley Boettcher jako Suzy |           |                                 |                      |                    |                            |                    |                    |               |
| 32 | 11        | Jingle It Up                    | Vykoleduj to         | Ellen Gittelsohn   | Eileen Conn                | 11. prosince 2011  | 16. prosince 2012  | 212           |
| Jsou Vánoce a CeCe na poslední chvíli nakupuje dárek pro mámu. Místo toho si však koupí drahou kabelku pro sebe, které nedokáže odolat. Rocky mezitím najde dopis od chudého chlapce z neúplné rodiny, který si přeje na Vánoce videohru. Rocky mu ji chce koupit, no zjišťuje že je vyprodána. Zoufale se ji tedy snaží najít. Deuce s jeho rodinou a Flynnem se mezitím připravují na koledování, když se k nim zamíchá Dina, která si přeje také koledovat. Ukazuje se ale, že je příšerná zpěvačka. Písně: — Chybí: Roshon Fegan jako Ty Blue, Kenton Duty a Caroline Sunshine jako Gunther a Tinka Hessenhefferovi Hosté: — |           |                                 |                      |                    |                            |                    |                    |               |
| 33 | 12        | Apply It Up                     | Přihlaš se na to     | Joel Zwick         | David Holden               | 8. ledna 2012      | 2. června 2012     | 215           |
| CeCe i Rocky se účastí konkurzu na prestižní uměleckou univerzitu. CeCe přichází dopis o přijatí a dokonce je jí nabídnuto stipendium. Rocky za to dostává mnohem menší obálku a tak si myslí, že přijatá nebyla. Dochází ale k omylu a ukazuje se, že i ona byla přijatá, no nezískala stipendium. Když Rocky sděluje tuto novinu rodičům, ti jí to zatrhnou, protože si univerzitu nemohou dovolit. CeCe získala stipendium jen pro to, že je z neúplné rodiny, jelikož její matka je rozvedená. CeCe a Rocky tedy nastolí plán a vrací se na univerzitu. Žádají o stipendium pro Rocky a přihodí také lež o tom, že máma Rocky je opustila. Holky se však do lží začínají postupně zamotávat. Flynn a Henry jsou zatím přesvědčeni že se blíží konec světa, protože se k zemi blíží asteroid. Písně: Something to Dance For Chybí: Roshon Fegan jako Ty Blue, Adam Irigoyen jako Deuce Martinez, Kenton Duty a Caroline Sunshine jako Gunther a Tinka Hessenhefferovi Hosté: — |           |                                 |                      |                    |                            |                    |                    |               |
| 34 | 13        | Split It Up                     | Rozděl to            | Joel Zwick         | Jenn Lloyd, Kevin Bonani   | 22. ledna 2012     | 16. června 2012    | 208           |
| Do pořadu „Dobré ráno,Chicago“ má Garry vybrat dva tanečníky z Na parket, Chicago! Garry oznámí že do pořadu vybere Cece a Gunthera. Tinka vyvádí a Rocky to ze začátku také nevadí. Tinka ji ale začíná přesvědčovat že taky závidí a Rocky to nakonec přizná. Mezitím se u Crustyho koná vystoupení malého Flynna a Tye. Ty rapuje a moc se mu to nedaří. Tak Deuce s Flynnem mu poradí aby udělal něco špatného a potom o tom rapoval. Vymýšlejí různé akce ale vždycky z toho vyjde Ty jako dobrý hrdina. Tinka svojí žárlivost nezvládá a dělá Rocky problémy aby si Cece myslela že Rocky závidí. Cece Rocky nevěří. Nakonec s „Dobré ráno,Chicago“ netancuje Cece, Rocky, Tinka a ani Gunther. Písně: Bring the Fire Chybí: — Hosté: — |           |                                 |                      |                    |                            |                    |                    |               |
| 35 | 14        | Copy Kat It Up                  | Napodob to           | Joel Zwick         | Rob Lotterstein            | 19. února 2012     | 14. července 2012  | 219           |
| Garry bere Rocky i Cece nápady. Cece navrhla hip hopový tanec a tanečníci vylezou z kukačkových hodin. Rocky navrhne jednu taneční skupinu aby tancovala v show Na parket, Chicago! Potom u Crustyho se seznámí se svou fanynkou Kat. Kat se mezitím vnucuje Cece a nakonec ji holky dostanou i do Na parket, Chicago! Ty se mezitím přes Flynnova kamaráda Mika, jehož otec je největší producent v Chicagu,se snaží prorazit jako raper. Kat se začne chovat, oblékat i mluvit jako Cece. V neposlední řadě se i tak ostříhá a Cece i Rocky to leze na nervy. Snaží se jí vyrazit z pořadu ale Kat pošle Cece falešný e-mail aby nestihla kukačkový tanec. V přímém přenosu se poperou o místo. Kat nakonec dostane falešný e-mail, který vymyslela Cece jako pomstu, že přechází do Na Parket,New Yorku! a odejde. Písně: — Chybí: Adam Irigoyen jako Deuce Martinez, Kenton Duty a Caroline Sunshine jako Gunther a Tinka Hessenhefferovi Hosté: — |           |                                 |                      |                    |                            |                    |                    |               |
| 36 | 15        | Egg It Up                       | Nerozbij to          | Joel Zwick         | Jenny Lee                  | 26. února 2012     | 30. června 2012    | 209           |
| Pan učitel Polk, určí Rocky a Cece projekt. Jelikož Rocky se bojí o jedničku a Cece je v tomhle ohledu flegmatičtější, tak se Rocky snaží Cece donutit něco dělat. Nakonec se pohádají a každá se rozhodne udělat projekt sama. Rocky se projekt nepovede a Cece se překvapivě povede. Rocky se omluví Cece a jsou zase nejlepší kamarádky. Ty se zatím snaží zapůsobit na děvčata kolem a na Flynna kašle. Proto Flynn využije Tye i Gunthera. Sám si chodí ke kamarádům zatímco ty dva za něj dělají úkoly apod. Nakonec na to Ty i Gunther přijdou a rozhodnou se to Flynnovi pěkně spočítat. Písně: — Chybí: Adam Irigoyen jako Deuce Martinez a Caroline Sunshine jako Tinka Hessenhefferová Hosté: — |           |                                 |                      |                    |                            |                    |                    |               |
| 37 | 16        | Judge It Up                     | Rozsuď to            | Ellen Gittelsohn   | Eileen Conn                | 11. března 2012    | 17. července 2012  | 214           |
| Gunther a Tinka odmítají Rocky a CeCe zaplatit za to, že tančili na oslavě jejich bratrance Klause, i když jim to předem slíbili. CeCe to tedy sebere do vlastních rukou a přihlásí se do pořadu „Dětský soud“. Gunther a Tinka začnou tvrdit, že CeCe a Rocky tančili příšerně a ke všemu zničili celou oslavu. CeCe a Rocky však tvrdí že oslavu zničili samotní Gunther a Tinka. Případ se zná nevyřešitelný, no nakonec přichází Deuce s důkazovým záznamem z bezpečností kamery od Crustyho. Ukazuje se, že vinní jsou v podstatě všichni. Gunther a Tinka se ale nakonec rozhodnou slibované peníze vyplatit. Mezitím Henry zjišťuje, že Flynn neumí jezdit na kole a tak se ho to snaží naučit. Písně: TTYLXOX Chybí: Roshon Fegan jako Ty Blue Hosté: — |           |                                 |                      |                    |                            |                    |                    |               |
| 38 | 17        | Parent Trap It Up               | Past na rodiče       | Joel Zwick         | Jeff Strauss               | 25. března 2012    | 22. září 2012      | 218           |
| Rocky, okouzlená knížkami, jednou u Jonesů zahlédne Ceceina tátu s mámou v dobrém rodinném rozpoložení. Snaží se vnutit Cece že pan Jones se chce k Cece mamce opět vrátit. A také najdou omylem v tátově bundě snubní prstem. Proto spolu s Flynnem se domluví že zrekapitulují jejich první rande. Pozvou je do studia Na parket, Chicago! a tam jim zatancují arabský tanec a nabídnou večeři, která se skládá z ostrého jídla. Nakonec se ale ukáže že zmiňovaný prstem je pro přítelkyni pana Jonese Katy. Ty si našel holku a domluvil se s Deucem o dvojitým rande. Jenže Dina bohužel Tyovi holku moc dobře zná a nemá ji ráda. Začnou soupeřit kdo má lepšího kluka ale nakonec se usmíří. Písně: Aaja Na Chybí: Kenton Duty a Caroline Sunshine jako Gunther a Tinka Hessenheffer Hosté: Matthew Glave jako J.J. Jones |           |                                 |                      |                    |                            |                    |                    |               |
| 39 | 18        | Weird It Up                     | Oplať to             | Alfonso Ribeiro    | David Tolentino            | 1. dubna 2012      | 18. srpna 2012     | 217           |
| CeCe najme agenta, aby pomohl dívkám zvýšit jejich popularitu. Rocky se to však nejprve příliš nerozdává. Mezitím se Ty zamiluje do Glorii, zahraniční studentky, která mluví pouze španělsky. Vzhledem k jazykové bariéře, Ty žádá Deuce, aby ho doprovodili jako překladatel. Písně: — Chybí: Kenton Duty jako Gunther Hessenheffer, Caroline Sunshine jako Tinka Hessenheffer Hosté: Denyse Tontz jako Gloria, David Shatraw jako Host, Jerry Sroka jako Agent |           |                                 |                      |                    |                            |                    |                    |               |
| 40 | 19        | Whodunit Up?                    | Vypátrej to          | Joel Zwick         | Darin Henry                | 15. dubna 2012     | 15. září 2012      | 221           |
| Podivný Fantom se nabourá do systému studia a hrozí Na parket, Chicagu! že ho zničí. CeCe, Rocky, Tinka i Gunther se snaží vypátrat kdo je tento fantóm. Dokonce zůstávají v studiu přes noc. Mezitím pomáhá Deuce odhalit Tyovi, kdo je jeho tajní ctitelka, která mu nechává ve skříňce poštu. Když to odhalují Deuce Tya přemlouvá, aby se s ní setkal, tomu se ale příliš na zchůzku nechce. Písně: Whodunit Chybí: Davis Cleveland as Flynn Jones Hosté: Steve Monroe jako Ralph, Bridget Shergalis jako Abigail |           |                                 |                      |                    |                            |                    |                    |               |
| 41 | 20        | Tunnel it up                    | Vytuneluj to         | Joel Zwick         | Jenny Lee                  | 13. května 2012    | 28. července 2012  | 216           |
| CeCe, Rocky a Tinka musí vymyslet jak být na dvou místech najednou. Ve škole se totiž koná ples, no zároveň musí vystupovat v živém přenosu Na parket, Chicago! Rocky přichází s chytrým plánem. Z místa namísto se budou přemísťovat po podzemní kanalizaci Chicaga. Dina je mezitím ve stresu z plesu. Písně: A Space In The Stars Chybí: Roshon Fegan jako Ty Blue, Kenton Duty jako Gunther Hessenheffer Hosté: — |           |                                 |                      |                    |                            |                    |                    |               |
| 42 | 21        | Protest It Up                   | Nedovol to           | Joel Zwick         | Cat Davis                  | 20. května 2012    | 8. září 2012       | 220           |
| CeCe a Rocky se snaží přesvědčit vedení školy, aby zrušili nový zákon o nošení uniforem. Nakonec dochází až k protestu. Tinka a Gunther si musí najít nové zájmy, jelikož teď, když musí nosit uniformy už nemusí navrhovat, šít a upravovat oblečení. Písně: Show Ya How Chybí: Davis Cleveland jako Flynn Jones Hosté: — |           |                                 |                      |                    |                            |                    |                    |               |
| 43 | 22        | Wrestle It Up                   | Vybojuj to           | Joel Zwick         | Jenn Lloyd, Kevin Bonani   | 3. června 2012     | 10. září 2012      | 222           |
| Když do Crustyho pizzerie přicházejí dívky, které se zajímají o Deuce, je Deuce natolik unesen že se hned na to rozejde s Dinou. Ty mu ale brzy řekne, že holky mají zájem jen o zadané kluky. Teď když je volný už o něj zájem nikdo mít nebude. To je také pravda. Deuce si uvědomuje že rozchod s Dinou byla pitomost a tak se jí snaží získat zpátky. Dina má už ale nového kluka Kevina. Deuce a Kevin nakonec o Dinu bojují. Mezitím získává Georgia novou práci jako ochranka na natáčení filmu. Cece, Rocky a Flynn v tom vidí příležitost setkat se s Taylorem Loutnerem a tak se vplíží na natáčení. Písně: Critical Chybí: Kenton Duty a Caroline Sunshine jako Gunther a Tinka Hessenheffer Hosté: — |           |                                 |                      |                    |                            |                    |                    |               |
| 44 | 23        | Reality Check It Up             | Uvědom si to         | Joel Zwick         | Jenny Lee                  | 10. června 2012    | 6. října 2012      | 226           |
| CeCe a Rocky pořádají u CeCe speciální večírek, protože v televizi právě běží speciální dokument o Na parket Chicago! Jak se ale ukazuje, lidi z televize vše překroutily a tak jsou CeCe a Rocky v televizi očerněné. Ostatní tomu však věří a tak jsou Rocky a CeCe brzy nenáviděné. Písně: Total Access, Don't Push Me, Moves Like Magic Chybí: Adam Irigoyen jako Deuce Martinez Hosté: — |           |                                 |                      |                    |                            |                    |                    |               |
| 45 | 24        | Rock and Roll It Up             | Roztrsej to          | Roger Christiansen | Jenn Lloyd, Kevin Bonani   | 1. července 2012   | 17. listopadu 2012 | 214           |
| V studiu Na parket, Chicago! se objevuje Garryho babička. Když začíná vyprávěj příběh z jejího mládí všichni jsou uneseni. Ukazuje se, že byla také tanečnice a účinkovala snad v první taneční show pro mladé. CeCe a Rocky se dovídají, že její život byl podobný s těma jejich. Písně: Our Generation, Sixteen Girls, American Jukebox Chybí: — Hosté: Anita Gillette jako Edie Wilde |           |                                 |                      |                    |                            |                    |                    |               |
| 46 | 25        | Boot It Up                      | Vycvič to            | Joel Zwick         | Jeff Strauss               | 15. července 2012  | 5. ledna 2013      | 227           |
| CeCe přihlašuje sebe i Rocky na letní taneční tábor. Když tam ale přicházejí, ukazuje se, že to není taneční tábor ale drsný výcvikový tábor pro mladé dívky, který vede majorka Taneční, což bylo důvodem CeCeiného omylu. Dívky jsou nucené v táboře zůstat. CeCe i Rocky nejdříve odmítají poslouchat majorku, no Rocky se k ní brzy přidává a je stejně tak tvrdá na dívky. CeCe to považuje jako zradu. Když dívky zjistí že na opačném břehu jezera je druhý tábor a mají tam párty, rozhodnou se utéct a to nakonec i s pomocí Rocky. Flynn je zklamaní že nemohl jet na tábor kvůli zranění a tak najdou Deuce a Dina způsob jak přivést tábor k němu. Písně: Where's the Party, School's Out Chybí: Roshon Fegan jako Ty Blue, Kenton Duty a Caroline Sunshine jako Gunther a Tinka Hessenheffer Hosté: Suzi Barrett jako Major Taneční |           |                                 |                      |                    |                            |                    |                    |               |
| 47 | 26        | Slumber It Up                   | Objev to             | Roger Christiansen | Jenny Lee                  | 29. července 2012  | 22. prosince 2012  | 223           |
| U CeCe se koná překapávačka, které se účastní Rocky, Tinka a Dina. Rocky je celou dobu nervózní, protože čeká telefonát od kluka. Tinka jí nabízí uvolňující pleťovou masku, no splete to a Rocky dá na obličej rychleschnoucí cement. Dina se zase stydí za rovnátka, které přes noc nocí. Mezitím se snaží Flynn, Ty a Gunther najít poklad, který by měl být schovaný ve sklepě domu. Písně: Where's the Party Chybí: — Hosté: — |           |                                 |                      |                    |                            |                    |                    |               |
| 48 | 27        | Surprise It Up                  | Překvap to           | Alfonso Ribeiro    | David Holden, Jeff Strauss | 5. srpna 2012      | 3. listopadu 2012  | 224           |
| Rocky plánuje pro CeCe narozeninovou oslavu jako překvapení. Jak se ale ukazuje, CeCe nelze překvapit, a všechny tajné plány hned odhalí. Když zve Gunther CeCe na pohřeb svého pošťáka Marvina, CeCe si myslí že je to jenom trik a ve skutečnosti se za tím skrývá její oslava. Nakonec jde ale vážně o pohřeb a tak se CeCe ztrapňuje. Rocky mezitím potkává dvojče Deuce, se kterým se zaplete. Problém ale je, že jsou s Deucem úplně stejný a tak nakonec nechtěně políbí Deuce. Písně: Surprise Chybí: Caroline Sunshine jako Tinka Hessenheffer Hosté: Adam Irigoyen jako Harrison |           |                                 |                      |                    |                            |                    |                    |               |
| 49 | 28        | Embarrass It Up                 | Ztrapni to           | Joel Zwick         | Eileen Conn                | 12. srpna 2012     | 8. prosince 2012   | 228           |
| CeCe se ztrapní v přímém televizním přenosu v Na parket, Chicago, když si pšoukne. Poté se velmi stydí. Rocky ji uklidňuje avšak brzy je ztrapněná i ona, když si v přímém přenosu kejhne a trefí kameramana. Ty a Flynn si z jejich incidentů dělají srandu. Holky se mají navíc účastnit turnaje v minigolfu pro charitu, no i tam je jim pořád připomínán tento trapas. Písně: The Star I R by Chybí: Adam Irigoyen jako Deuce Martinez, Kenton Duty a Caroline Sunshine jako Gunther a Tinka Hessenheffer Hosté: — |           |                                 |                      |                    |                            |                    |                    |               |
| 50-52 | 29-31     | Made in Japan                   | Made in Japan        | Joel Zwick         | Rob Lotterstein            | 17. srpna 2012     | 19. ledna 2013     | 2100          |
| V Japonském Watanabe studiu dostávají nápad udělat videohru z tanečníky ze show Na Parket! Koná se tedy soutěž mezi všemi Na parket a vítězem se stává Na Parket Chicago! CeCe, Rocky, Gunther, Tinka, Ty, Flynn, Garry a Georgia tedy mají letět do Japonska. Rocky má ale strach z létání a tak ji CeCe vezme k hypnotizérce a zhypnotizuje jí. Když už jsou v Japonnsku, žijí si svůj sen no všechno se začíná hroutit. Rocky, která je pořád pod hypnózou neuposlechne rozkazy a tak jsou holky vyhozené z Na parket Chicago a také z hotelu v Japonsku. Musí najít náhradní ubytování. Když Rocky zjišťuje, že ji dala CeCe zhypnotizovat je naštvaná, pohádají se a zdá se, že jejich přátelství je konec. Nakonec jim v této situaci pomáhají vnoučata pana Watanabe. Videohra je dokončená no přichází další problém. Ukazuje se, že videohra s Rocky a CeCe je nakažena počítačovým virem a tak může dojít k vyhození počítačové sítě na celém světě. Každý tento virus nyní spojuje s jmény Rocky a CeCe a tak jsou brzy nenáviděné celým Japonskem. Rocky a CeCe se tak i s pomocí Henryho, který je v Japonsku s nimi, snaží zabránit šíření viru očistit své jméno a vše napravit. Písně: Fashion Is My Kryptonite, Made In Japan, The Same Heart, Total Access, Don't Push Me, Show Ya How, Calling All the Monsters, Shake It Up Chybí: — Hosté: Keone Young jako Mr. Watanabe, Ally Maki jako Keiko Poznámka: Tento díl byl uveden jako 90minutový speciál. Je to poslední díl, ve kterém je Kenton Duty součástí hlavního obsazení. |           |                                 |                      |                    |                            |                    |                    |               |